# Ileostomia
Ileostomia é  uma derivação intestinal, efectuada ao nível do intestino delgado (ileon), onde se exterioriza o ileo pela parede abdominal, formando um novo trajecto e uma abertura para a saída das fezes (estoma). 
Após a ileostomia, o paciente utiliza uma bolsa especial (saco-prótese) apensa ao abdómen para que suas fezes sejam colectadas. As bolsas são finas e ajustáveis ao corpo, não sendo notado o seu uso. 
A ileostomia é frequentemente efectuada nos casos intratáveis de colite ulcerosa, na doença de Crohn (enterite regional), no carcinoma do cólon e recto, na retocolite ulcerativa, doença de Chagas e perfurações causadas por armas de fogo ou objetos perfuro-cortantes, entre outros. Esse procedimento pode ser realizado de forma definitiva, ou de forma provisória, dependendo do tipo de tratamento e da gravidade da afectação. 
Na ileostomia as fezes são mais líquidas e agressivas para a pele. Estas passariam ao intestino grosso, onde seria absorvida a água, tornando as fezes mais solidas. Como o cólon não está funcionante, o intestino delgado vai, com o passar do tempo, assumir em parte essa função. Os gases e os cheiros resultado do processo digestivo são reduzidos. Pelo facto da ileostomia drenar constantemente conteúdo liquido intestinal, a absorção de gordura e de vitamina B pode apresentar-se reduzida. As perdas de sódio e potássio são aumentadas. A ingestão de líquidos é por isso uma prioridade e deve ser sempre de, no mínimo, dois litros por dia. 

## Estoma
A palavra estoma tem origem na palavra grega “stóma” e exprime a ideia de boca. É a abertura cirúrgica que permite a comunicação entre um órgão interno e o meio exterior. O estoma caracteriza-se por uma coloração vermelho vivo, sendo elástico ao toque e insensível à dor. Contudo, por se tratar de uma mucosa, é sensível e pode sangrar se for esfregado, ou trilhado.

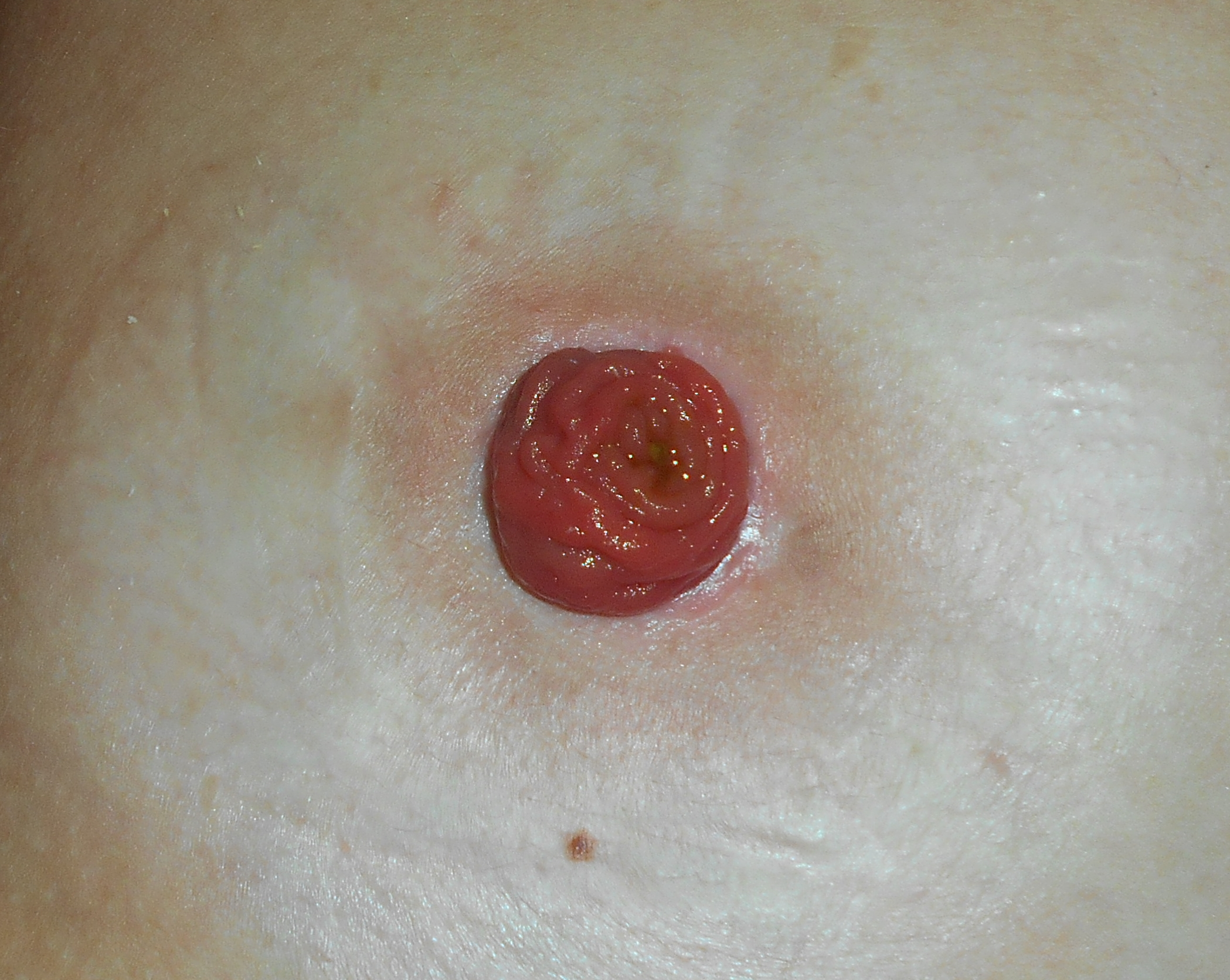
Estoma